# 森岡恒舟
森岡 恒舟（もりおか こうしゅう、1933年 - ）は、日本の筆跡学者。
香川県出身。本名・博史。中学時代は岸田秀と新体詩を作っていた。1959年東京大学文学部心理学科卒業。人事・労務管理畑を経験の後、1975年書道学院設立。1980年ごろより筆跡学研究に没頭。1982年相藝会書道教育学院を設立。1984年書道教育月刊誌「相藝」発行。1985年警視庁嘱託筆跡鑑定人となる。1994年日本グラフォログ協会（現・日本筆跡診断士協会）設立。

## 著書
- 『筆相判断 相性、適性から子どもの進路まで』森岡博史 光文社 カッパ・ホームス 1983
- 『社長の筆相学 この筆相があなたを変える』竹井出版 1987
- 『筆跡が運命を変える 文字による性格判断と開運』角川書店 1987
- 『グラフォログの秘密』ミオシン出版 1994
- 『ホントの性格が筆跡でわかる』旬報社 1999
- 『筆跡の科学「署は人なり」という心理』和器出版　2020